# Real Sporting de Gijón (femenino)
El Real Sporting de Gijón Femenino es la sección de fútbol femenino del Real Sporting con sede en Gijón (Asturias) España. Compite en la Segunda Federación Femenina, tercera categoría del fútbol femenino español.

## Historia
El equipo forma parte de la estructura del Real Sporting de Gijón desde su fundación, en 1995, cuando comenzó a competir entrenado por Ismael Díaz Galán. En 1999 cambió de denominación a Club Deportivo Escuela de Fútbol de Mareo Femenino, como parte de un acuerdo de colaboración con el Ayuntamiento de Gijón, y en la temporada 2016-17 cambió su denominación a la actual de Real Sporting de Gijón Femenino manteniendo su inscripción federativa en la Segunda División Femenina, en la que militó desde la temporada 2001-02 a la 2021-22, cuando descendió a Primera Nacional, ascendiendo a Segunda Federación el año siguiente. A la vez, su primer equipo filial, también cambió de denominación, de Escuela de Fútbol de Mareo "B" Femenino a Real Sporting de Gijón "B" Femenino.
Compitió en la máxima categoría del fútbol femenino español durante cinco temporadas, las temporadas 1996-97, 1997-98, 1998-99, 1999-00 y 2000-01.
Disputó su primer partido oficial en el Estadio El Molinón el 21 de abril de 2019 contra el Gijón Fútbol Femenino en un partido de liga de Primera Nacional.

## Cuerpo técnico
El responsable del fútbol femenino en el Real Sporting de Gijón es Alejandro Menéndez, y el coordinador, Marcos Costales. Noelia Quirós es la delegada del equipo. Jesús Viña es el entrenador de porteras y Rubén Biempica el preparador físico. Rafael García Bernal es el entrenador del primer equipo y Alfonso Baldomir su segundo entrenador.

## Real Sporting de Gijón "B" Femenino
El Real Sporting de Gijón "B" Femenino compite en la Campeonato de Fútbol Femenino Regional de Asturias. Sus entrenadores son Pablo Fernández "Blin" y Hugo Busto.

## Real Sporting de Gijón "C" Femenino
El Real Sporting de Gijón "C" Femenino compite también en el Campeonato de Fútbol Femenino Regional de Asturias y está entrenado por Jony.